# Celama candidalis
Celama candidalis är en fjärilsart som beskrevs av Otto Staudinger 1892. Celama candidalis ingår i släktet Celama och familjen trågspinnare. Inga underarter finns listade i Catalogue of Life.